# Morti nel 1327
| Questa pagina contiene informazioni ricavate automaticamente dalle voci biografiche con l'ausilio del template Bio e di un bot. L'aggiornamento è periodico e automatico e ricostruisce completamente la pagina. Se manca una persona in questa lista, sei pregato di non aggiungerla, ma accertati piuttosto che la sua voce biografica contenga il template Bio e che i dati anagrafici siano correttamente compilati. Se il template Bio manca, inseriscilo tu stesso o, in alternativa, metti l'avviso {{tmp\|Bio}} che ne segnala la mancanza. Se i dati riportati sono sbagliati, correggi direttamente la voce biografica; le modifiche saranno visibili in questa lista entro pochi giorni. Per chiarimenti vedi il progetto biografie. La lista contiene solo le 30 persone che sono citate nell'enciclopedia e per le quali è stato implementato correttamente il template Bio. Pagina aggiornata al 18 ago 2025. |

- 16 gennaio - Niceforo Cumno, filosofo, politico e teologo bizantino
- 29 gennaio - Adolfo del Palatinato, nobile (n. 1300)
- 3 febbraio - Enrico il Gioioso, nobile austriaco (n. 1299)
- 6 febbraio - Angelo da Furci, presbitero, religioso e beato italiano (n. 1246)
- 29 marzo - Giovanni IX di Alessandria, vescovo cristiano orientale egiziano
- 9 aprile - Walter Stewart, scozzese
- 15 aprile - Boemondo di San Severo, religioso italiano
- 29 maggio - Jens Grand, arcivescovo cattolico danese
- 10 giugno - Guido II Valperga, vescovo cattolico italiano
- 3 luglio - Monna Tessa, italiana
- 4 luglio - Stefano Visconti, nobile italiano (n. 1288)
- 16 agosto - Vital du Four, cardinale, vescovo cattolico e teologo francese
- 19 agosto - Amerigo di Piacenza, religioso italiano
- 1º settembre - Foulques de Villaret, generale francese
- 16 settembre - Cecco d'Ascoli, poeta, medico e insegnante italiano (n. 1269)
- 21 settembre - Edoardo II d'Inghilterra, re britannico (n. 1284)
- 30 settembre - Dino del Garbo, medico e filosofo italiano (n. 1280)
- 19 ottobre - Costanza d'Aragona, principessa (n. 1300)
- 20 ottobre - Teresa di Entenza, nobildonna spagnola (n. 1300)
- 21 ottobre - Guido Tarlati, vescovo cattolico italiano
- 27 ottobre - Elisabetta de Burgh, regina scozzese (n. 1289)
- 2 novembre - Giacomo II d'Aragona, re (n. 1267)
- 16 novembre - Walter Reynolds, arcivescovo cattolico e politico britannico
- Chupan, generale mongolo (n. 1262)
- Asher ben Jehiel, rabbino e teologo tedesco
- Filippo Delci, vescovo cattolico italiano
- Gangalando Bertucci di Guiglia, militare italiano
- Antonio Pelacani, filosofo e medico italiano
- Tolomeo da Lucca, teologo e vescovo cattolico italiano (n. 1236)
- Filippo di Castiglia, principe spagnolo (n. 1292)